# John Willment Automobiles
John Willment Automobiles var ett brittiskt privat racingstall som bland annat tävlade i formel 1 i mitten av 1960-talet.

## F1-säsonger
| Säsong | Tävlingsnamn              | Bil          | Motor          | Däck | Poäng | VM-plac. | Förare 1      | Förare 2     |
| ------ | ------------------------- | ------------ | -------------- | ---- | ----- | -------- | ------------- | ------------ |
| 1964   | John Willment Automobiles | Brabham BT10 | Ford LF 1.5 L4 | D    | 0     | (9:a)    | Frank Gardner |              |
| 1965   | John Willment Automobiles | Brabham BT11 | BRM 1.5 V8     | -    | 0     | (7:a)    | Frank Gardner |              |
| 1965   | John Willment Automobiles | Brabham BT11 | Ford 4 1.5 L4  | -    | 0     | (9:a)    |               | Paul Hawkins |